# Metro (film fra 2013)
 For alternative betydninger, se Metro. (Se også artikler, som begynder med Metro)
Metro (russisk: Метро) er en russisk spillefilm fra 2013 af Anton Megerditjev.

## Medvirkende
- Sergej Puskepalis som Andrej Garin
- Anatolij Belyj som Vladislav Konstantinov
- Svetlana Khodtjenkova som Irina Garina
- Anfisa Vistingauzen som Ksenija Garina
- Aleksej Bardukov som Denis Istomin